# Cligès
Cligès é um poema escrito em 1176 pelo poeta medieval francês Chrétien de Troyes. Conta a história do cavaleiro Cligès e de seu amor pela mulher de seu tio, Fenice. Por ser uma história de adultério, ela é algumas vezes considerada uma crítica ou paródia do romance de Tristão e Isolda, do mesmo autor. As primeiras linhas de Cligès dão a única informação contemporânea existente sobre a biografia e trabalhos anteriores do autor.